# فرایندهای تزریق میکروب
فرایندهای تزریق میکروب (به انگلیسی: Microbial enhanced oil recovery) از روش‌های ازدیاد برداشت نفت است، که به فناوری تزریق میکروب‌ها و مواد غذایی به درون مخزن نفتی اطلاق می‌گردد. این میکروب‌ها تحت عواملی یا تولید اسید می‌کنند که برای حل کردن سنگ‌های کربناتی بکار می‌رود یا تولید گاز کرده که باعث بالا بردن فشار مخزن یا پائین آوردن گرانروی نفت خام می‌شوند. در حال حاضر در کشورهای تولیدکننده نفت عضو اوپک همچون ایران، کویت، عربستان و عراق روش‌های ازدیاد برداشت میکروبی هنوز به مرحله اجرا در نیامده است.